# Clubiona kumadaorum
Clubiona kumadaorum là một loài nhện trong họ Clubionidae.
Loài này thuộc chi Clubiona. Clubiona kumadaorum được Hirotsugu Ono miêu tả năm 1992.